# War Zone (film, 2012)
Pour les articles homonymes, voir War Zone.
Ne doit pas être confondu avec The War Zone.
Pour plus de détails, voir Fiche technique et Distribution.
War Zone (en russe : Август. Восьмого ; littéralement « 8 août ») est un film de guerre fantastique réalisé par Djanik Faïziev, sorti sur les écrans russes en 2012. Il a pour thème le conflit russo-géorgien qui débute le 8 août 2008.

## Synopsis
Ksenia (Svetlana Ivanova), divorcée et mère du jeune Tioma, souhaite refaire sa vie et, pour les vacances d'été, envoie son fils chez son père, Zaour (Egor Beroïev). D'origine ossète, Zaour est soldat au sein des forces de maintien de la paix de la CEI, en poste en Ossétie du Sud où se trouve le village de ses parents. Personne ne croit au déclenchement d'un conflit mais les mouvements de troupes à la frontière géorgienne sont préoccupants. Alarmée par les prévisions du gouvernement russe, et face à l'incrédulité de Zaour qui ne voit dans ces manœuvres qu'une provocation supplémentaire, Ksenia se décide à prendre le premier vol pour Vladikavkaz, et rejoindre Tskhinvali...

## Distribution
- Svetlana Ivanova : Ksenia
- Artiom Fadeïev : Artiom, fils de Ksenia / Cosmoboy
- Egor Beroïev : Zaour, père de Tioma / le bon Robot
- Maxime Matveïev : Liokha, soldat des forces russes
- Alexandre Olechko : Egor, nouvel amoureux de Ksenia
- Gocha Koutsenko : caméo
- Vladimir Vdovitchenkov : président de la fédération de Russie
- Sergueï Gazarov : un conseiller du président
- Anatoli Bely : un conseiller du président
- Alexandre Petrov : Yachka le tantkiste

## Autour du film
- Egor Beroïev a réellement des origines caucasiennes, d'Ossétie[1].
- Le caméo de Gocha Koutsenko laisse supposer qu'il était réellement dans la région au moment du conflit, pour soutenir les réfugiés. Il apparait dans le film, interviewé par une journaliste.